# Krsto Jandrić
Krsto Jandrić in serbo cirillico,  Крсто Јандрић, (Šipovo, 27 settembre 1958) è un politico bosniaco.

## Biografia
Nel 2003 ha fondato il Partito Democratico Nazionale (Bosnia ed Erzegovina). Nel 2010 è stato eletto alla Assemblea Nazionale della Repubblica Serba di Bosnia ed Erzegovina nella VIII Legislatura. Fa parte del Comitato per la salute, il lavoro e le politiche sociali, e del Comitato per il sistema politico, giudiziario ed amministrativo.